# Anne Dalassène
Anne Dalassène (grec : Ἄννα Δαλασσηνή) (née vers 1030 et morte vers 1100-1102), épouse de Jean, frère d'Isaac Ier Comnène (empereur byzantin de 1057 à 1059) et mère d'Alexis Ier Comnène (empereur byzantin de 1081 à 1118), figure parmi les quelques femmes byzantines ayant exercé un rôle déterminant dans les affaires publiques de l'empire.

## Biographie

### La construction d'un réseau destiné à porter sa famille au pouvoir
Née vers 1030 environ, elle est la fille d'un haut fonctionnaire impérial en Italie. Par sa mère elle est issue de la famille des Dalassènoi, originaire d'Asie Mineure et proche des Comnènes dont elle soutient l'accession au pouvoir avec Isaac Comnène en 1057. Anne est mariée vers 1045/1050 à Jean Comnène, dont le frère Isaac devient empereur en 1057. Lorsque ce dernier abdique, il pense transmettre le trône à son frère Jean, projet soutenu fermement par Anne. Mais Jean refuse le trône qui passe alors à Constantin X de la famille des Doukas. Anne Dalassène conçoit de ce renoncement une grande amertume contre son mari, qui meurt en 1067, et les Doukas. Elle craint pour la survie de sa famille. Ambitieuse, elle se lance dans une politique matrimoniale qui lui permet de lier ses enfants à toutes les grandes familles aristocratiques de l'empire. Elle marie ainsi sa fille Théodora avec Constantin Diogène, fils de l'empereur Romain IV. Son fils aîné, Manuel, obtient la dignité de curopalate et la charge de protostrator et commande les armées de l'empire en Anatolie vers 1070, avant de mourir de maladie peu après. Anne refuse que le nom des Comnènes ne figure plus dans la liste des principaux officiers et envoie son troisième fils Alexis combattre aux côtés de Romain IV, alors qu'il n'a que treize ans. Mais l'empereur ordonne au jeune homme de retourner immédiatement auprès de sa mère.
Le renversement de Romain IV en 1071, après la bataille de Manzikert, et l'arrivée au pouvoir de Michel VII Doukas remettent en cause cette politique d'alliance. Anne est ainsi exilée brièvement, pour complot, en 1072 avec sa famille dans l'île de Prinkipô. Le mariage de son fils aîné, Isaac, avec une cousine de l'impératrice Marie d'Alanie, lui permet cependant de rentrer à Constantinople. Anne s'oppose par contre fortement au mariage de son fils Alexis avec Irène Doukaina, petite-nièce de l'empereur Constantin X, tant sa haine des Doukas est forte. Mais la pression du César Jean Doukas, le frère de Constantin X et oncle de l'empereur Michel VII, est si forte que le mariage est célébré en janvier 1078.
Lors du coup d'État qui mène au pouvoir son fils Alexis, Anne participe à l'action et fait sortir les chevaux des conjurés des écuries de son palais. Elle est enfermée au monastère du Kanikleiou, dans la Corne d'Or, avec les femmes de la famille Comnène par l'empereur Nicéphore III mais parvient à obtenir la croix du basileus comme sauf-conduit. Elle justifie l'action de ses fils et des autres conjurés contre Nicéphore III auprès de celui-ci par la menace d'aveuglement que tramaient les services de l'empereur contre eux Elle est libérée le 1er avril 1081 lors de l'entrée d'Alexis dans Constantinople. Elle tente alors d'éviter que sa bru, Irène, soit couronnée impératrice en même temps qu'Alexis mais les pressions du patriarche Kosmas et de la famille Doukas obligent Alexis à passer outre l'avis de sa mère. Anne ne pardonne pas au patriarche cette intervention et obtient rapidement son remplacement par Eustratios Garidas, un moine de son entourage.

### La participation active au début du règne d'AlexisIer
Elle assiste en permanence son fils dans le gouvernement de l'empire. Celui-ci, lors des premières années de son règne, quitte fréquemment sa capitale pour guerroyer contre les Normands, les Turcs ou les Petchénègues et lui confie officiellement le gouvernement impérial par un chrysobulle en août 1081. Le lien entre la mère et son fils apparaît extraordinairement fort, ce que démontre le préambule du chrysobulle : « Il n'y a rien qui égale une mère attentive et aimante ; il n'y a pas de rempart plus fort qu'elle, quand un danger apparaît à l'horizon, quand un malheur quelconque est à redouter [...] Ainsi telle est apparue en fait à ma Majesté, dès mon plus jeune âge, ma sainte mère et souveraine, qui fut en tout pour moi une éducatrice et un guide [...] Elle a trouvé certes que c'était un rempart pour ainsi dire imprenable d'un excellent régime que toute l'administration en fut confiée à sa mère sainte et profonde vénérée ». On ignore pourquoi Anne Dalassène soutient l'accès au trône d'Alexis, qui n'est que son troisième fils, au détriment d'Isaac, le frère aîné mais Alexis laisse entendre qu'il existe un lien fusionnel entre sa mère et lui.
Bien qu'il ne s'agisse pas de la seule femme à exercer le pouvoir dans l'Empire byzantin, Anne Dalassène est la première à réellement gouverner sans avoir le titre d'impératrice. Alexis porte le titre de basileus, son frère Isaac celui de sébastokrator, mais Anne se contente du titre de « mère du basileus », qui figure sur ses sceaux. Elle est appelée dans les actes officiels de l'époque, ainsi que dans les œuvres littéraires, despoina (la « souveraine »), Alexis ayant exigé que l'on désigne sa mère de ce titre qui, depuis le IXe siècle, désigne celle qui détient la réalité du pouvoir. Les actes officiels qu'elle promulgue sont signés des fonctionnaires impériaux en tant « qu'homme de la despoina ». Il est clair, selon les auteurs de l'époque, qu'au début du règne d'Alexis, l'autorité d'Anne semble équivalente à celle de l'empereur et qu'une répartition des rôles intervient entre le basileus et sa mère : à lui la direction des campagnes militaires, à elle l'administration civile et fiscale de l'empire. Théophylacte de Bulgarie dans son discours à l'empereur le 6 janvier 1088 fait l'éloge d'Anne Dalassène : « ... eux ont partagé cette fonction avec joie ; les deux se soucient d'un seul et un seul se soucie des deux. ». Le chrysobulle définit clairement les champs d'activité d'Anne Dalassène : diminution et suppression d'impôts, promotion et augmentation des traitements des fonctionnaires, octroi de dignités et de charges... (essentiellement ce qui concerne l'administration centrale de l'empire). Les relations diplomatiques, l'armée et les actes législatifs restent du domaine exclusif de l'empereur.
La confiance forte qu'Alexis témoigne envers sa mère n'exclut pas parfois des tensions. Ainsi il trouve excessif les avantages fiscaux qu'Anne accorde aux moines. Anne Dalassène s'entoure effectivement d'un nombre important de ces derniers. Elle gouverne l'empire dans le palais des Blachernes transformé en quasi-monastère. Elle intègre l'église Sainte-Thècle au palais et régit la vie du bâtiment par un protocole et des horaires stricts. Petit à petit, l'accumulation des conflits d'autorité sape cette association originale à la tête de l'empire. Il est probable que lorsqu'Alexis s'établit de manière plus durable dans sa capitale, après les innombrables voyages sur tous les fronts menacés de l'empire au début de son règne, il ne s'accommode pas longtemps de l'omniprésence de sa mère. Celle-ci est dessaisie, de façon officieuse et douce, de ses prérogatives autour de 1096. Elle se retire au monastère du Christ Pantépoptès qu'elle avait fondé quelques années plus tôt et qui surplombe la Corne d'Or au nord-ouest de la ville.
Anne Dalassène meurt vers 1100-1102.